# The Best Out Mixtape
The Best Out Mixtape è un mixtape del rapper italiano Noyz Narcos e del DJ italiano Gengis Khan, pubblicato il 2 marzo 2008 dalla Traffik Records.

## Tracce
1. Gengis Khan – Intro
2. Noyz Narcos – Al Qaeda (feat. Fabri Fibra)
3. Interlude # 1
4. Noyz Narcos – Non Ho Tempo
5. Malarazza – Sottobanco
6. Noyz Narcos – My Cocktail (feat. Inoki)
7. Noyz Narcos – Keep Your Mouth Shut (feat. Er Costa & Duke Montana)
8. Noyz Narcos – No Way (feat. Il Turco & Supremo 73)
9. Noyz Narcos – Golden Boys (feat. Chicoria)
10. Noyz Narcos – Bombtrack (feat. Aban)
11. Interlude # 2
12. Noyz Narcos – Lo Sconosciuto allo Specchio (feat. Benetti DC)
13. Interlude # 3
14. Noyz Narcos – Famo Show Off (feat. Santo Trafficante)
15. Noyz Narcos – Non è Un Gioco (feat. Giamma & Nex Cassel)
16. Interlude # 4
17. Noyz Narcos – Merda Cousins (feat. Miss Violetta Beauregarde)
18. Interlude # 5
19. Noyz Narcos – Underground Rap Star (Push It to the Limit Version)
20. Noyz Narcos – Colors (feat. Mystic One & Cole)
21. Noyz Narcos – Pessimo (feat. 1Zuckero, Zinghero, Chicoria, Cole e Gast)
22. Interlude # 6